# Almog Cohen
Almog Cohen (in ebraico אלמוג כהן‎?; Be'er Sheva, 1º settembre 1988) è un ex calciatore israeliano, di ruolo centrocampista.

## Statistiche

### Presenze e reti nei club
Statistiche aggiornate al 4 dicembre 2021.
| Stagione               | Squadra                | Campionato             | Campionato | Campionato | Coppe nazionali | Coppe nazionali | Coppe nazionali | Coppe continentali | Coppe continentali | Coppe continentali | Altre coppe | Altre coppe | Altre coppe | Totale | Totale |
| Stagione               | Squadra                | Comp                   | Pres       | Reti       | Comp            | Pres            | Reti            | Comp               | Pres               | Reti               | Comp        | Pres        | Reti        | Pres   | Reti   |
| ---------------------- | ---------------------- | ---------------------- | ---------- | ---------- | --------------- | --------------- | --------------- | ------------------ | ------------------ | ------------------ | ----------- | ----------- | ----------- | ------ | ------ |
| 2006-2007              | Maccabi Netanya        | LhA                    | 7          | 0          | -               | -               | -               | -                  | -                  | -                  | -           | -           | -           | 7      | 0      |
| 2007-2008              | Maccabi Netanya        | LhA                    | 28         | 0          | -               | -               | -               | CU                 | 2                  | 0                  | -           | -           | -           | 30     | 0      |
| 2008-2009              | Maccabi Netanya        | LhA                    | 23         | 1          | -               | -               | -               | -                  | -                  | -                  | -           | -           | -           | 23     | 1      |
| 2009-2010              | Maccabi Netanya        | LhA                    | 28+3       | 6+1        | -               | -               | -               | UEL                | 4                  | 0                  | -           | -           | -           | 35     | 7      |
| Totale Maccabi Netanya | Totale Maccabi Netanya | Totale Maccabi Netanya | 89         | 8          |                 |                 |                 |                    | 6                  | 0                  |             |             |             | 95     | 8      |
| 2010-2011              | Norimberga             | BL                     | 25         | 2          | CG              | 2               | 0               | -                  | -                  | -                  | -           | -           | -           | 27     | 2      |
| 2011-2012              | Norimberga             | BL                     | 24         | 0          | CG              | 2               | 0               | -                  | -                  | -                  | -           | -           | -           | 26     | 0      |
| ago. 2012-gen. 2013    | Norimberga             | BL                     | 9          | 0          | -               | -               | -               | -                  | -                  | -                  | -           | -           | -           | 9      | 0      |
| Totale Norimberga      | Totale Norimberga      | Totale Norimberga      | 58         | 2          |                 | 4               | 0               |                    |                    |                    |             |             |             | 62     | 2      |
| feb. 2013-mag. 2013    | Hapoel Tel Aviv        | LhA                    | 5+7        | 0+1        | -               | -               | -               | -                  | -                  | -                  | -           | -           | -           | 12     | 1      |
| 2013-2014              | Ingolstadt 04          | 2L                     | 22         | 1          | CG              | 3               | 0               | -                  | -                  | -                  | -           | -           | -           | 25     | 1      |
| 2014-2015              | Ingolstadt 04          | 2L                     | 5          | 0          | -               | -               | -               | -                  | -                  | -                  | -           | -           | -           | 5      | 0      |
| 2015-2016              | Ingolstadt 04          | BL                     | 20         | 0          | -               | -               | -               | -                  | -                  | -                  | -           | -           | -           | 20     | 0      |
| 2016-2017              | Ingolstadt 04          | BL                     | 31         | 7          | CG              | 2               | 0               | -                  | -                  | -                  | -           | -           | -           | 33     | 7      |
| 2017-2018              | Ingolstadt 04          | BL                     | 27         | 2          | CG              | 3               | 1               | -                  | -                  | -                  | -           | -           | -           | 30     | 3      |
| 2018-2019              | Ingolstadt 04          | 2L                     | 21+1       | 1+0        | -               | -               | -               | -                  | -                  | -                  | -           | -           | -           | 22     | 1      |
| Totale Ingolstadt 04   | Totale Ingolstadt 04   | Totale Ingolstadt 04   | 127        | 11         |                 | 8               | 1               |                    |                    |                    |             |             |             | 135    | 12     |
| 2019-2020              | Maccabi Netanya        | LhA                    | 21+3       | 0+0        | GhM             | 1               | 0               | -                  | -                  | -                  | -           | -           | -           | 25     | 0      |
| 2020-2021              | Maccabi Netanya        | LhA                    | 18+6       | 0+0        | GhM             | 1               | 0               | -                  | -                  | -                  | -           | -           | -           | 25     | 0      |
| 2021-2022              | Maccabi Netanya        | LhA                    | 5          | 0          | -               | -               | -               | -                  | -                  | -                  | -           | -           | -           | 5      | 0      |
| Totale Maccabi Netanya | Totale Maccabi Netanya | Totale Maccabi Netanya | 53         | 0          |                 | 2               | 0               |                    |                    |                    |             |             |             | 55     | 0      |
| Totale carriera        | Totale carriera        | Totale carriera        | 329        | 22         |                 | 15              | 1               |                    | 6                  | 0                  |             |             |             | 350    | 23     |

### Cronologia delle presenze e reti in Nazionale
| Cronologia completa delle presenze e delle reti in nazionale ― Israele | Cronologia completa delle presenze e delle reti in nazionale ― Israele | Cronologia completa delle presenze e delle reti in nazionale ― Israele | Cronologia completa delle presenze e delle reti in nazionale ― Israele | Cronologia completa delle presenze e delle reti in nazionale ― Israele | Cronologia completa delle presenze e delle reti in nazionale ― Israele | Cronologia completa delle presenze e delle reti in nazionale ― Israele | Cronologia completa delle presenze e delle reti in nazionale ― Israele |
| Data                                                                   | Città                                                                  | In casa                                                                | Risultato                                                              | Ospiti                                                                 | Competizione                                                           | Reti                                                                   | Note                                                                   |
| ---------------------------------------------------------------------- | ---------------------------------------------------------------------- | ---------------------------------------------------------------------- | ---------------------------------------------------------------------- | ---------------------------------------------------------------------- | ---------------------------------------------------------------------- | ---------------------------------------------------------------------- | ---------------------------------------------------------------------- |
| 2-9-2010                                                               | Tel Aviv                                                               | Israele                                                                | 3 – 1                                                                  | Malta                                                                  | Qual. Euro 2012                                                        | -                                                                      |                                                                        |
| 7-9-2010                                                               | Tbilisi                                                                | Georgia                                                                | 0 – 0                                                                  | Israele                                                                | Qual. Euro 2012                                                        | -                                                                      |                                                                        |
| 9-10-2010                                                              | Tel Aviv                                                               | Israele                                                                | 1 – 2                                                                  | Croazia                                                                | Qual. Euro 2012                                                        | -                                                                      |                                                                        |
| 12-10-2010                                                             | Il Pireo                                                               | Grecia                                                                 | 2 – 1                                                                  | Israele                                                                | Qual. Euro 2012                                                        | -                                                                      |                                                                        |
| 17-11-2010                                                             | Tel Aviv                                                               | Israele                                                                | 3 – 2                                                                  | Islanda                                                                | Amichevole                                                             | -                                                                      | 70’                                                                    |
| 9-2-2011                                                               | Tel Aviv                                                               | Israele                                                                | 0 – 2                                                                  | Serbia                                                                 | Amichevole                                                             | -                                                                      | 46’                                                                    |
| 29-3-2011                                                              | Tel Aviv                                                               | Israele                                                                | 1 – 0                                                                  | Georgia                                                                | Qual. Euro 2012                                                        | -                                                                      | 62’                                                                    |
| 4-6-2011                                                               | Riga                                                                   | Lettonia                                                               | 1 – 2                                                                  | Israele                                                                | Qual. Euro 2012                                                        | -                                                                      |                                                                        |
| 10-8-2011                                                              | Lancy                                                                  | Costa d'Avorio                                                         | 4 – 3                                                                  | Israele                                                                | Amichevole                                                             | -                                                                      |                                                                        |
| 2-9-2011                                                               | Tel Aviv                                                               | Israele                                                                | 0 – 1                                                                  | Grecia                                                                 | Qual. Euro 2012                                                        | -                                                                      | 38’ 61’                                                                |
| 11-10-2011                                                             | Ta' Qali                                                               | Malta                                                                  | 0 – 2                                                                  | Israele                                                                | Qual. Euro 2012                                                        | -                                                                      | 49’                                                                    |
| 29-2-2012                                                              | Petah Tikva                                                            | Israele                                                                | 2 – 3                                                                  | Ucraina                                                                | Amichevole                                                             | -                                                                      | 74’                                                                    |
| 11-9-2012                                                              | Tel Aviv                                                               | Israele                                                                | 0 – 4                                                                  | Russia                                                                 | Qual. Mondiali 2014                                                    | -                                                                      | 46’                                                                    |
| 23-3-2016                                                              | Osijek                                                                 | Croazia                                                                | 2 – 0                                                                  | Israele                                                                | Amichevole                                                             | -                                                                      | 46’ 61’                                                                |
| 6-10-2016                                                              | Skopje                                                                 | Macedonia                                                              | 1 – 2                                                                  | Israele                                                                | Qual. Mondiali 2018                                                    | -                                                                      | 27’                                                                    |
| 9-10-2016                                                              | Gerusalemme                                                            | Israele                                                                | 2 – 1                                                                  | Liechtenstein                                                          | Qual. Mondiali 2018                                                    | -                                                                      |                                                                        |
| 12-11-2016                                                             | Elbasan                                                                | Albania                                                                | 0 – 3                                                                  | Israele                                                                | Qual. Mondiali 2018                                                    | -                                                                      |                                                                        |
| 24-3-2017                                                              | Gijón                                                                  | Spagna                                                                 | 4 – 1                                                                  | Israele                                                                | Qual. Mondiali 2018                                                    | -                                                                      |                                                                        |
| 6-6-2017                                                               | Netanya                                                                | Israele                                                                | 1 – 1                                                                  | Moldavia                                                               | Amichevole                                                             | -                                                                      | 46’                                                                    |
| 11-6-2017                                                              | Haifa                                                                  | Israele                                                                | 0 – 3                                                                  | Albania                                                                | Qual. Mondiali 2018                                                    | -                                                                      |                                                                        |
| 2-9-2017                                                               | Haifa                                                                  | Israele                                                                | 0 – 1                                                                  | Macedonia                                                              | Qual. Mondiali 2018                                                    | -                                                                      |                                                                        |
| 5-9-2017                                                               | Reggio Emilia                                                          | Italia                                                                 | 1 – 0                                                                  | Israele                                                                | Qual. Mondiali 2018                                                    | -                                                                      | 37’ 77’                                                                |
| 9-10-2017                                                              | Gerusalemme                                                            | Israele                                                                | 0 – 1                                                                  | Spagna                                                                 | Qual. Mondiali 2018                                                    | -                                                                      |                                                                        |
| 24-3-2018                                                              | Netanya                                                                | Israele                                                                | 1 – 2                                                                  | Romania                                                                | Amichevole                                                             | -                                                                      | 46’                                                                    |
| 20-11-2018                                                             | Glasgow                                                                | Scozia                                                                 | 3 – 2                                                                  | Israele                                                                | UEFA Nations League 2018-2019 - 1º turno                               | -                                                                      | 67’                                                                    |
| 21-3-2019                                                              | Haifa                                                                  | Israele                                                                | 1 – 1                                                                  | Slovenia                                                               | Qual. Euro 2020                                                        | -                                                                      | 79’                                                                    |
| 24-3-2019                                                              | Haifa                                                                  | Israele                                                                | 4 – 2                                                                  | Austria                                                                | Qual. Euro 2020                                                        | -                                                                      | 72’                                                                    |
| Totale                                                                 |                                                                        | Presenze                                                               | 27                                                                     |                                                                        | Reti                                                                   | 0                                                                      |                                                                        |

## Palmarès

### Club

#### Competizioni nazionali
- Campionato tedesco di seconda divisione: 1

Ingolstadt 04: 2014-2015